# Prave žabe
Prave žabe, familija Ranidae, imaju najširu distribuciju od bilo koje familje žaba. One su izobilno zastupljene širom najvećeg dela sveta, uključujući sve kontinente izuzev Antarktika. Prave žabe su prisutne u Severnoj Americi, severnoj Južnoj Americi, Evropi, Africi (uključujući Madagaskar), i Aziji. Azijski opseg se proteže širom Istočne Indije do Nove Gvineje, i jedna vrsta (Australijska šumska žaba (Hylarana daemelii)) se proširila u severnu Australiju.
Tipično, prave su žabe glatke i vlažne kože, sa velikim, snažnim nogama i širokim stopalima. Prave žabe jako variraju u veličini, u rasponu od sitnih - poput šumske žabe (Lithobates silvatica) - do najveće žabe na svetu, goliatske žabe (Conraua goliath).
Mnoge prave žabe su vodene ili žive blizu vode. Većina vrsta polaže svoja jaja u vodu i prolazi kroz stadijum punoglavaca. Međutim, kao i kod većine porodica žaba, postoji velika varijacija staništa unutar porodice. One iz roda Tomopterna riju jazbine i potiču iz Afrike, mada pokazuju većinu karakteristika koje su zajedničke žabama širom sveta. Postoje i vrste pravih žaba koje obitavaju na stablima, a porodica uključuje i neke od retkih vodozemaca koji mogu da žive u braktičnoj vodi.

## Sistematika
Potpodele familije Ranidae su još uvek predmet rasprava, mada se po mnogim pitanjima uspostavlja saglasnost. Većina autora smatra da je potfamilija Petropedetinae zapravo posebna porodica zvana Petropedetidae. Validnost Cacosterninae takođe je osporavana; ona se obično spaja u Petropedetinae, ali kada se potonja smatraju posebnom porodicom, Cacosterninae se takođe navodi kao bar podspecifična određenost, a ponekad se u celosti razdvajaju. Ipak, danas postoji opšta saglasnost da Mantellidae, koja je se ranije smatrana još jednom ranidnom potfamom, formira posebnu porodicu. Odnedavno je takođe prisutan trend odvajanja žaba sa razdvojenim jezicima u zasebnu porodicu Dicroglossidae.
Pored toga, za razgraničenje i valjanost nekoliko rodova potrebno je više istraživanja (mada je u poslednjih nekoliko godina postignut veliki napredak). Naime, da bi se ogromni rod Rana najbolje rastavio potrebno je više proučavanja. Iako je odcepljivanje nekoliko rodova - poput Pelophylax - prilično nesporno, američka bikovska žaba koja je ranije razdvojena u Lithobates i grupe kao što su Babina ili Nidirana predstavljaju daleko spornije slučajeve.

### 
Brojni taksoni su smavljeni u Ranidae usled incertae sedis, drugim rečima njihov taksonomski status je suviše neizvestan da bi bila moguća specifičnija alokacija. Rhacophorus depressus je ranije bio uvršten u Ranidae, ali mu je sad dodeljena zasebna familija.

### Potfamilije
Potfamilije pod Ranidae, koje se sa obično tretiraju kao zaseben familije, su:
- (Malezija, filipini, Borneo, Papua Nova Gvineja, Bizmarkov arhipelag)
- (Afrika)
- (Indija)
- (Zapadni Gati, Indija; Šri Lanka)
- (Afrika)
- (uglavnom Afrika)
- (kosmopolitska izuzev većeg dela Australije i Južne Amerike)
- (Indija)

### Rodovi
- Ohler & Dubois, 2006
- (ponekad se uvrštava u Rana)
- Ohler & Dubois, 2006
- Mivart 1869 (ranije u Rana, obuhvata Nasirana)
- (ranije u Rana, parafiletična)
- (ranije u )
- (parafiletična)
- Tschudi 1838 (ranije u )
- (ranije u )
- (možda pripada u Huia)
- (Ranije u )
- Fitzinger 1843 (ranije u Rana, verovatno parafiletična)
- (ranije u )

## Literatura
- Cai, Hong-xia; Che, Jing; Pang, Jun-feng; Zhao, Er-mi; Zhang, Ya-ping. „Paraphyly of Chinese Amolops (Anura, Ranidae) and phylogenetic position of the rare Chinese frog, Amolops tormotus”. Zootaxa. 1531: 49—55. (2007):  . PDF fulltext
- Cogger, H.G.; Zweifel, R.G.; Kirschner, D. (2004). Encyclopedia of Reptiles & Amphibians (2nd изд.). ISBN 1-877019-69-0. . Fog City Press.
- Frost, Darrel R. (2006): Amphibian Species of the World Version 3 - Petropedetidae Noble, 1931. American Museum of Natural History, New York, USA. Retrieved 2006-AUG-05.
- Frost, Darrel R.  (2006): The amphibian tree of life. Bulletin of the American Museum of Natural History. Number 297. New York.
- Gordon, Malcolm S.; Schmidt-Nielsen, Knut; Kelly, Hamilton M. (1961). „Osmotic Regulation in the Crab-Eating Frog ( Rana Cancrivora )” (PDF). Journal of Experimental Biology. 38 (3): 659—678. Bibcode:1961JExpB..38..659G. doi:10.1242/jeb.38.3.659.
- Hillis, David M. (2007). „Constraints in naming parts of the Tree of Life”. Molecular Phylogenetics and Evolution. 42 (2): 331—338. Bibcode:2007MolPE..42..331H. PMID 16997582. doi:10.1016/j.ympev.2006.08.001.
- Hillis, David M.; Wilcox, Thomas P. (2005). „Phylogeny of the New World true frogs (Rana)”. Molecular Phylogenetics and Evolution. 34 (2): 299—314. Bibcode:2005MolPE..34..299H. PMID 15619443. doi:10.1016/j.ympev.2004.10.007.
- Kotaki, Manabu; Kurabayashi, Atsushi; Matsui, Masafumi; Khonsue, Wichase; Djong, Tjong Hon; Tandon, Manuj; Sumida, Masayuki (2008). „Genetic Divergences and Phylogenetic Relationships Among the Fejervarya limnocharis Complex in Thailand and Neighboring Countries Revealed by Mitochondrial and Nuclear Genes”. Zoological Science. 25 (4): 381—390. PMID 18459820. S2CID 16905312. doi:10.2108/zsj.25.381. hdl:2433/85313.
- Pauly, Gregory B.; Hillis, David M.; Cannatella, David C. (2009). „Taxonomic Freedom and the Role of Official Lists of Species Names”. Herpetologica. 65 (2): 115—128. doi:10.1655/08-031R1.1..
- Rafinesque, C.S. „Fine del prodromo d'erpetologia siciliana”. Specchio delle Scienze, O, Giornale Enciclopedico di Sicilia. 2: 102—104. (2007): . (Ranidae, new family). (in Italian).
- Stuart, Bryan L. (2008). „The phylogenetic problem of Huia (Amphibia: Ranidae)”. Molecular Phylogenetics and Evolution. 46 (1): 49—60. Bibcode:2008MolPE..46...49S. PMID 18042407. doi:10.1016/j.ympev.2007.09.016.